# 라텐베르크
라텐베르크(Rattenberg)는 오스트리아 티롤주에 위치한 마을로 인강에 위치하며 인스브루크와 가깝다. 459명의 그리고 0,11 km² 인구수와 지역 면적으로 오스트리아에서 가장 작은 마을로 기록되었다.
라텐베르크 산의 그림자권에 위치한 이 마을은 여러 습격을 피하기 위해 현재의 자리에 형성되었는데, 이로 인해 겨우내 3개월 간은 해가 전혀 들지 않는다. 북극권에서 상당한 거리임에도 불구하고 해가 전혀 들지 않는 드문 지역 중 하나이다.
2005년 11월 채광 전문회사 바르텐바흐 리히트라보르사의 지원으로 30개의 헬리오스탯(2장의 거울로 천체의 빛을 끌어들이는 장치)을 설치하기로 하고 240만 달러의 비용의 반절은 유럽 연합에서 지불하기로 했으나 계획은 실현되지 않았다.
오늘날은 유리세공으로 유명하여 "글래스 타운"이라 불린다.

## 인구
| 연도 | 인구 | ±%     |
| ---- | ---- | ------ |
| 1869 | 679  | —      |
| 1880 | 727  | +7.1%  |
| 1890 | 737  | +1.4%  |
| 1900 | 752  | +2.0%  |
| 1910 | 711  | −5.5%  |
| 1923 | 701  | −1.4%  |
| 1934 | 742  | +5.8%  |
| 1939 | 676  | −8.9%  |
| 1951 | 879  | +30.0% |
| 1961 | 745  | −15.2% |
| 1971 | 652  | −12.5% |
| 1981 | 590  | −9.5%  |
| 1991 | 526  | −10.8% |
| 2001 | 436  | −17.1% |
| 2011 | 409  | −6.2%  |
| 2021 | 448  | +9.5%  |

## 같이 보기
- 리우칸